# چقا بالا سفلی
چقا بالا سفلی، روستایی از توابع بخش مرکزی شهرستان سنقر در استان کرمانشاه ایران است.

## جمعیت
این روستا در دهستان پارسینه قرار دارد و براساس سرشماری مرکز آمار ایران در سال ۱۳۹۵، جمعیت آن ۲۴۱ نفر (۵۳خانوار) بوده‌است.